# ربکا وست
ربکا وست (انگلیسی: Rebecca West; ۲۱ دسامبر ۱۸۹۲ – ۱۵ مارس ۱۹۸۳) نویسنده اهل بریتانیا بود.
از فیلم‌ها یا برنامه‌های تلویزیونی که وی در آن نقش داشته‌است می‌توان به سرخها اشاره کرد.